# Guru Grant Sahib
Guru Grant Sahib (pandžabski: ਗੁਰੂ ਗ੍ਰੰਥ ਸਾਹਿਬ/) je centralno versko pismo sikhizma, kojeg Siki smatraju konačnim, suverenim i večno živim Guruom nakon loze od deset ljudskih gurua religije. Adi Grant je prvo izdanje koje je sačinio peti guru Sika Arjan Dev (1563–1606). Guru Gobind Sing, deseti guru Sika, nije dodao nijednu svoju himnu; međutim, on je dodao svih 115 himni Gurua Teg Bahadura, devetog gurua Sika, Adi Grantu i proglasio je tekst svojim naslednikom. Ovo drugo izdanje postalo je poznato kao Guru Grant Sahib i ponekad se naziva i Adi Grant.
Tekst se sastoji od. {{page1|title=angova (stranica) i 6000 šabada (linija kompozicija), koje su poetično prikazane i postavljene u ritmički drevni drevni severnoindijski klasični oblik muzike. Najveći deo svetog pisma je podeljen u trideset i jedan rag, a svaki rag Granta je podeljen prema dužini i autoru. Hvalopevovi u svetom pismu su poređani prvenstveno prema ragama u kojima se čitaju. Guru Grant Sahib je napisan u Gurmuki pismu, na raznim jezicima, uključujući lahnda (zapadni pandžabski), braj baša, kariboli, sanskrit, sindi i persijski. Kopije na ovim jezicima često imaju generički naziv Sant Baša.
Guru Grant Sahib je sačinilo pretežno šest gurua Sika: Guru Nanak, Guru Angad, Guru Amar Das, Guru Ram Das, Guru Arjan i Guru Teg Bahadur. On takođe sadrži i poetska učenja trinaest hinduističkih sant pesnika Bakti pokreta (svetaca) i dva muslimanska sufijska pesnika.
Vizija u Guru Grant Sahiba je društvo zasnovano na božanskoj pravdi bez ikakvog ugnjetavanja. Iako Grant priznaje i poštuje sveta pisma hinduizma i islama, to ne podrazumeva moralno pomirenje s bilo kojom od ovih religija.{{cite book|author= Postavljen je u|title=gurdvari Sika (hramu). Tipični Sik se klanja ili ispruži pred njim nego što uđe u takav hram. Grant se poštuje kao večni gurbani i duhovni autoritet u sikizmu.

## Istorija
Guru Nanak Dev komponovao je himne, koje su njegovi sledbenici pevali u ragi postavljenoj muzici. Njegov naslednik Guru Angad Dev otvorio je centre i distribuirao ove himne. Zajednica bi pevala himne, a njegovi agenti su prikupljali donacije. Tu tradiciju su nastavili i treći i četvrti guru. Peti guru, Guru Arjan Dev, otkrio je da Priti Čand - njegov najstariji brat i konkurentski potraživač na guru status Sika, imao kopiju ranijeg potija sa himnama i da je distribuirao himne prethodnih gurua zajedno sa svojim sopstvenim himnama. Guru Arjan je smatrao da je to neprihvatljivo i nastojao je da uspostavi autentične antologije odobrenih himni.
Guru Arjan počeo je da sastavlja zvanično odobrenu verziju svetog pisma za zajednicu Sika. On je poslao svoje saradnike širom Indijskog potkontinentata da sakupe cirkulirajuće himne gurua Sika i uverio je Mohana, sina Gurua Amar Dasa, da mu preda zbirku verskih spisa prva tri gurua. Dok su se njegovi saradnici vraćali sa svojim zbirkama, Guru Arjan je odabrao i uređivao himne za uvrštavanje u Adi Grant sa Baj Gurdasom kao svojim pisarom. Ovaj napor je proizveo nekoliko nacrta i rukopisa, od kojih su neki preživeli do savremengo doba.
Sodiji tvrde da je ovaj rukopis najstariji i da je ga delimično napisao Guru Nanak. Međutim, ova tvrdnja je prvi put razmatrana tek mnogo kasnije, u tekstovima koji se pripisuju Hariju iz 17. veka, unuku Priti Čanda. Na osnovu dokaza na sačuvanim fotografijama, malo je verovatno da je Guru Nanak napisao ili održavao poti. Karakteristike njegovog gurmuki pisma i jezika sugerišu da su himne znatno starije i da su predkanonske himne bile zapisane u ranom sikizmu i sačuvane od strane sikskih gurua pre nego što ih je uredio Guru Arjan. Postojanje rukopisa Guru Harsahaja svedoči o ranoj tradiciji spisa Sika, njegovom postojanju u različitim oblicima i konkurenciji ideja o njegovom sadržaju, uključujući Mul Mantara.
Poznate su mnoge manje varijacije i tri značajne Adi Grantove recenzije; oni pružaju uvid u to kako je sveto pismo Sika sastavljano, uređivano i revidirano tokom vremena. Postoji i četvrta značajna verzija koja se zove Lahori bir, ali se prvenstveno razlikuje po tome kako su himne raspoređene i završnim stranicama Adi Granta.

## Napomene
1. ↑  Prema Kušvant Singu, dok je rukopis bio sastavljan, Akbar - mogulski car, dobio je izveštaj da Adi Grant sadrži odlomke koji klevetaju islam. Stoga je zatražio da ga pregleda.[20] Baba Buda i Baj Gurdas doneli su mu kopiju rukopisa i pročitali nekoliko himni iz njega. Akbar je odlučio da je ovaj izveštaj lažan i danirao je rukopisu 51 zlatni mohur. Međutim, ova podrška pismu Sika i sikizmu bila je kratkotrajna. Nakon što je Akbar umro, a Džehangir je nazivao sikhizam „lažnom propovešću”. Po njegovom nalogu Guru Arjan koji je sastavio prvo izdanje pisma Sika bio je mučen i pogubljen.[20]
2. ↑  Još jedna kontroverza je otkriće dva prazna lista u rukopisu Kartarpur (blizu stranice 703) i zašto je himna Ramakali na toj stranici samo dva početna reda. Za razliku od Kartarpurskog rukopisa, Bano rukopis Adija Granta, otkriven u Kanpuru i datiran u 1644. godinu, identičan je u svim aspektima, ali nema praznih stranica, a na stranicama folija blizu 703 je potpuna himna. Bano bir je bio kontroverzan, jer uključuje mnoge hinduističke obrede prelaza (sanskara) u toj verziji Adi Grantha.[23] Prema V.H. Makleodu, razlika u dve verzije može biti zbog tri mogućnosti, od kojih se on suzdržava:[24] prvo, Guru Arjan je namerno ostavio prazne stranice folija da bi ih kasnije dovršio, ali nije mogao jer ga je uhapsio i pogubio mogulski car Jehangir; drugo, himna i stranice postojale su u originalnom rukopisu, Bano bir je stariji, stranice su uklonili Kalsa Siki iz Kartarpurskog rukopisa i zamenili ih praznim folijama u pokušaju da izdvoje identitet Sika od Hindusa tokom pokreta Singa Saba Movement; treće, prazne stranice je namerno ostavio Guru Arjan iz nepoznatih razloga, a kompletna himna u Bano biru je interpolacija koju je dodao sledbenik Sika koji je želeo da u tekst unese rituale bramanskog obreda. Prema G.B. Singu – naučniku Sika koji je bio pionir proučavanja ranih rukopisa Sika, dokazi podržavaju drugu teoriju.[23][25] Prema Pašaura Singu, njegovo ispitivanje rukopisa i lingvističkih dokaza daje podršku trećoj teoriji, napominjući manju šaku i drugačiji alat za pisanje kojim su napisana preostala 22 reda, sami redovi ne odgovaraju ranijim rukopisima i razlikuju se po strukturi i leksici iz ostalih spisa Gurua Arjana, prisustvo drugih kratkih stihova u svim rukopisima poput Var Basanta sa samo tri strofe, i ukazuje na činjenicu da je G.B. Sing je izneo tvrdnju bez da je zapravo ispitao tekst, navodeći da se činilo da je služio interesima Arije Samaja na osnovu njegovih pisanja.[23]

## Literatura
- Banga, Indu (2017).  Jacobsen, Knut A.;  ., ур. Brill's Encyclopedia of Sikhism. Brill Academic. ISBN 978-90-04-29745-6.
- Dilgeer, Harjinder Singh (1997). The Sikh Reference Book.; Sikh University Press / Singh Brothers Amritsar, 1997.
- Dilgeer, Harjinder Singh (2005). Dictionary of Sikh Philosophy.; Sikh University Press / Singh Brothers Amritsar, 2005.
- Dilgeer, Harjinder Singh (2008). Sikh Twareekh.; Sikh University Press / Singh Brothers Amritsar, 2008.
- Dilgeer, Harjinder Singh (2012). Sikh History. (in 10 volumes); Sikh University Press / Singh Brothers Amritsar, 2010–2012.
- Duggal, Kartar Singh (1988). Philosophy and Faith of Sikhism. Himalayan Institute Press. ISBN 978-0-89389-109-1.
- Kaur, Surjit; Amongst the Sikhs: Reaching for the Stars. 2003. ISBN 81-7436-267-3.; New Delhi: Roli Books.
- Khalsa, Guru Fatha Singh; Five Paragons of Peace: Magic and Magnificence in the Guru's Way. ISBN 0-9682658-2-0., Toronto: Monkey Minds Press, 2010, , GuruFathaSingh.com
- Khalsa, Shanti Kaur; The History of Sikh Dharma of the Western Hemisphere. 1995. ISBN 0-9639847-4-8.; Espanola, New Mexico, US: Sikh Dharma.
- Singh, Khushwant (2006). The Illustrated History of the Sikhs. Oxford University Press. ISBN 978-0-19-567747-8.
- Singh, Patwant (1999). The Sikhs. Random House. ISBN 978-0-385-50206-1.
- Takhar, Opinderjit Kaur (2005). Sikh Identity: An Exploration of Groups Among Sikhs. Burlington, Vermont: Ashgate. ISBN 0-7546-5202-5.
- Sangat Singh, Noel Quinton King. New York. The Sikhs in History: A Millennium Study. 1995. ISBN 81-900650-2-5.
- A History of the Sikhs: Volume 1: 1469–1838. ISBN 0-19-567308-5. by Khushwant Singh. Oxford India Paperbacks (13 January 2005).
- The Sikhs of the Punjab. ISBN 0-521-63764-3. by J. S. Grewal. Published by Cambridge University Press (28 October 1998).
- The Sikhs: History, Religion, and Society. ISBN 0-231-06815-8. by W. H. McLeod. Published by Columbia University Press (15 April 1989).
- The Sikh Diaspora: Tradition and Change in an Immigrant Community (Asian Americans — Reconceptualising Culture, History, Politics). ISBN 0-8153-2985-7. by Michael Angelo. Published by Routledge (1 September 1997).
- Glory of Sikhism by R. M. Chopra, Sanbun Publishers, 2001, OCLC 499896556, Glory of Sikhism на веб-сајту Гугл књиге.
- The Philosophical and Religious Thought of Sikhism. 2014. ISBN 978-81-89140-99-1. by R. M. Chopra, Sparrow Publication, Kolkata.
- ' - H Oberoi - 1994 University of Chicago Press. The Construction of Religious Boundaries: Culture, Identity, and Diversity in the Sikh Tradition. ISBN 0-226-61592-8.
- . Architectural Heritage of a Sikh State: Faridkot. by Subhash Parihar, Delhi: Aryan Books International. 2009. ISBN 978-81-7305-386-3.
- A Study of Religions. 2015. ISBN 978-93-82339-94-6. by R. M. Chopra, Anuradha Prakashan, New Delhi.